# WFV-Pokal 1982/83
Der WFV-Pokal 1982/83 war die 30. Austragung des Pokalwettbewerbs der Männer im württembergischen Amateurfußball. Titelverteidiger war SSV Ulm 1846. Im Finale am 18. Mai 1983 im heimischen Ulmer Donaustadion verteidigte der Verein mit einem 3:1-Sieg über 1. Göppinger SV den Titel. Damit wurde der Klub zum dritten Mal Landespokalsieger und zog damit mit dem bisherigen Rekordpokalsieger VfB Stuttgart Amateure gleich und blieb bis heute (Stand: 2020) Rekordpokalsieger.
Beide Finalisten qualifizierten sich mit der Endspielteilnahme für den DFB-Pokal 1983/84 und schieden jeweils in der ersten Hauptrunde aus. Der Ulmer Pokalsieger schied als Zweitligist nach dem zwischenzeitlichen Aufstieg bei Rot-Weiß Lüdenscheid aus, in einem reinen Amateurduellen scheiterte der 1. Göppinger SV auswärts beim SV Heidingsfeld.

## Endspiel
| SSV Ulm 1846                            | SSV Ulm 1846 | 1. Göppinger SV | 1. Göppinger SV |
| --------------------------------------- | --- | --- | --------------- |
| SSV Ulm 1846                            | \| 18. Mai 1983 in Ulm \| \| Ergebnis: 3:1 (2:0) \| \| Zuschauer: 700 \| \| Schiedsrichter: Klaus Bodmer (Nattheim) \| | \| 18. Mai 1983 in Ulm \| \| Ergebnis: 3:1 (2:0) \| \| Zuschauer: 700 \| \| Schiedsrichter: Klaus Bodmer (Nattheim) \| | 1. Göppinger SV |
| SSV Ulm 1846                            | Walter Modick – Roland Boley, Markus Ebner (67. Bernd Zimmermann), Günter Berti, Walter Kubanczyk – Michael Nushöhr (67. Sebastiano Testa), Ralf Rangnick, Dieter Kohnle – Maximilian Hauck, Josef Beller, Wilhelm Hoffmann Cheftrainer: Paul Sauter | Manfred Wiesner – Erwin Scherer, Günter Sonnen, Rainer Raupp, Werner Heilemann – Rainer Adrion, Gerhard Wörn, Günther Unger (73. Hans-Joachim Buschbacher) – Werner Stutzmann, Hans-Jürgen Mädel, Bernd Frick Cheftrainer: Werner Heilemann | 1. Göppinger SV |
| SSV Ulm 1846                            | 1:0 Günter Berti (28.) 2:0 Maximilian Hauck (42.) 3:1 Maximilian Hauck (86.) | 2:1 Hansi Mädel (62.) | 1. Göppinger SV |
| 18. Mai 1983 in Ulm                     | | |                 |
| Ergebnis: 3:1 (2:0)                     | | |                 |
| Zuschauer: 700                          | | |                 |
| Schiedsrichter: Klaus Bodmer (Nattheim) | | |                 |